# Cartouche, prince des faubourgs
Pour les articles homonymes, voir Cartouche.
Cartouche, prince des faubourgs est une série télévisée d'animation franco-allemande en 26 épisodes de 26 minutes, créée par Éric-Paul Marais et diffusée entre le 3 octobre 2001 et le 13 février 2002 sur M6 dans l'émission M6 Kid. Elle fut par la suite rediffusée sur Télétoon.
Au Québec, elle a été diffusée à partir du 3 avril 2003 à Télé-Québec.

## Synopsis
Cette série met en scène les aventures très romancées de Cartouche dans le Paris du XVIIIe siècle. Aidé de ses amis de la Cour des miracles, il s'oppose au Régent afin d'améliorer le quotidien des Parisiens. Cartouche est souvent aidé par la belle marquise Isabelle, la nièce du régent.

## Fiche technique
- Titre : Cartouche, prince des faubourgs
- Autres titres francophones : Cartouche
- Création : Éric-Paul Marais
- Réalisation : Xavier Giacometti
- Décors : Olivier Lancelot-Mauduit
- Montage : Daniel Reynes
- Musique : Hervé Lavandier
- Production : Odile Limousin et Marc du Pontavice
  - Production exécutive : Aziza Ghalila
- Sociétés de production : Xilam et Storimages
- Pays d'origine :  France et  Allemagne
- Durée : 26 minutes

## Distribution
- Edgar Givry : Cartouche et Falconi
- Dorothée Pousséo : Fleur d'épine
- Mike Marshall : « le Lorrain »
- Jean-Claude Donda : Galichon et De Machaut
- Sophie Arthuys : Freluquet et la veuve Richard
- Gabriel Le Doze : le Régent
- Valérie Siclay : Isabelle, la marquise et la nièce du Régent
- Fabrice Josso : Louis XV et Isaac

Enregistrement des voix dirigé par Allan Wenger au studio Syncmagic.
 Source et légende : version française (VF) sur RS Doublage et Planète Jeunesse

## Épisodes
1. Le trésor des Templiers
2. Un espion à la cour
3. Le piège
4. Le tsar et l'horloger
5. Le remède miracle
6. La fille de l'aubergiste
7. Le secret du Lorrain
8. Le testament du roi Soleil
9. Les anges du Mississippi
10. L'imposteur
11. De l'or en grains
12. Comme deux gouttes d'eau
13. Tel père, tel fils ?
14. La fugue du Dauphin
15. Le médaillon d'Aurore
16. L'or du Boucanier
17. Les faux monnayeurs
18. Au service du royaume
19. Le défi du Régent
20. La machine d'Isaac
21. Bleu de Prusse
22. Une journée à la campagne
23. La fille de la Lune
24. Noblesse oblige
25. Le frère de Cartouche
26. Le chasseur de primes

## Produits dérivés

### DVD
Intitulé Cartouche, prince des faubourgs : Le trésor des Templiers, il est le seul DVD sorti. Paru le 18 novembre 2003, il comprend trois épisodes : Le trésor des Templiers, Noblesse oblige et Le remède miracle.

### Livres
Bayard jeunesse a édité une série de dix livres entre 2010 et 2012 :
1. Le trésor des Templiers, paru le 23 avril 2010[6] ;
2. Le testament du roi Soleil, paru le 23 avril 2010[7] ;
3. Marquise et espionne, paru le 17 juin 2010[8] ;
4. Le défi du Régent, paru le 14 octobre 2010[9] ;
5. Le secret de Lorrain, paru le 24 février 2011[10] ;
6. La fugue du Dauphin, paru le 6 mai 2011[11];
7. Un frère en danger, paru le 29 septembre 2011[12] ;
8. L'affaire des bijoux, paru le 5 janvier 2012[13] ;
9. Un espion à la cour, paru le 10 avril 2012[14] ;
10. L'or du Boucanier, paru le 5 juillet 2012[15].